# Príncipe de Asturias (Schiff, 1988)
Die Príncipe de Asturias (R-11) („Fürst von Asturien“) war ein STOVL-Flugzeugträger und war jahrelang Flaggschiff der spanischen Marine.

## Geschichte
Die Principe de Asturias wurde Mitte der 1970er Jahre von der spanischen Marine zur U-Boot-Abwehr in Auftrag gegeben und auf der Bazán-Werft gebaut. Man orientierte sich bei der Konstruktion an den kurz zuvor versuchsweise erprobten Kontrollschiffen („Sea Control Ships“) der US-Marine. Zusätzlich übernahm man das Konzept des Schanzenstarts als Starthilfe für Kampfflugzeuge vom britischen Flugzeugträger Hermes.  Die Bauarbeiten auf der Werft begannen im Juni 1979, der Stapellauf war am 22. Mai 1982 im Beisein von König Juan Carlos.
Nach mehrfachen Umbauten der Kontrollsysteme wurde das Schiff erst 1988 offiziell an die spanische Marine übergeben. Ein Jahr später fand der erste reguläre Einsatz in Form eines Manövers mit der italienischen Marine statt. Seitdem war das Schiff weltweit im Einsatz, unter anderem bei zwei Hilfseinsätzen mit der britischen Invincible in der Karibik.
Nachdem sich das Konzept bewährt hatte, erhielt die Werft „Bazan“ 1992 den Auftrag für den Bau eines nahezu baugleichen Flugzeugträgers für die thailändische Marine, der Chakri Naruebet.
Wegen der Budgetkrise Spaniens (siehe Eurokrise in Spanien) wurde der Träger, eher als ursprünglich geplant, bereits 2012 aus der Fahrbereitschaft genommen, am 7. Februar 2013 im Beisein seines Namensgebers, Thronfolger Felipe, außer Dienst gestellt. Felipe war auch Pilot bei der letzten Landung eines Flugzeuges auf dem Schiff.
Es lag ab Anfang 2013 in Ferrol. Das Schiff wurde 2017 für 2,7 Millionen Euro zur Verschrottung nach Aliağa verkauft und erreichte die Abwrackwerft im Schlepp der Alice One am 29. August 2017.

## Flugzeuge und Hubschrauber
Eine Besonderheit der Principe de Asturias war der Hangar, der nahezu die gesamte Länge und Breite des Schiffes einnahm und damit für einen STOVL-Flugzeugträger ungewöhnlich groß war. Normalerweise waren zwölf Harrier-Kampfflugzeuge und zwölf Hubschrauber auf dem Schiff stationiert; durch den großen Hangar konnten insgesamt 29 Flugzeuge von Bord des Flugzeugträgers eingesetzt werden.